# Họ Cá bơn vỉ
Họ Cá bơn vỉ, tên khoa học Bothidae, là một họ cá bơn. Chúng còn được gọi là "cá bơn mắt trái" (tiếng Anh: lefteye flounders) bởi vì hầu hết các loài nằm dưới đáy biển ở phía bên phải, với cả hai mắt ở phía bên trái của chúng. " Chúng cũng có thể được nhận diện bởi các gai trên mõm và khu vực gần mắt.

Cá bơn mắt trái có kích thước khác nhau đáng kể giữa hơn 160 loài. Có loài đạt chiều dài từ 4,5 cm (1.8 in) và cũng có loài có thể đạt đến kích thước 1,5 m (4.9 ft) chiều dài. 

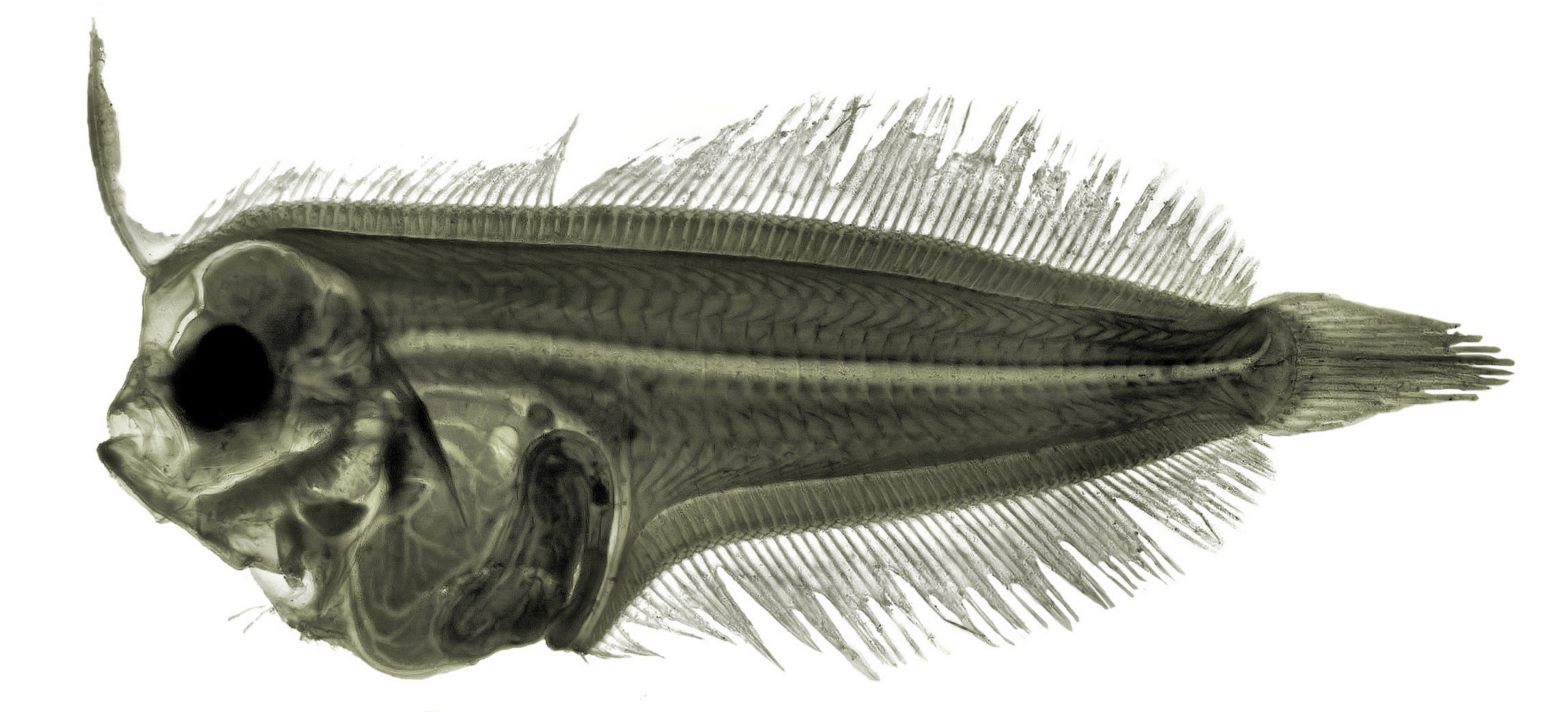
Một cá thể Arnoglossus laterna con
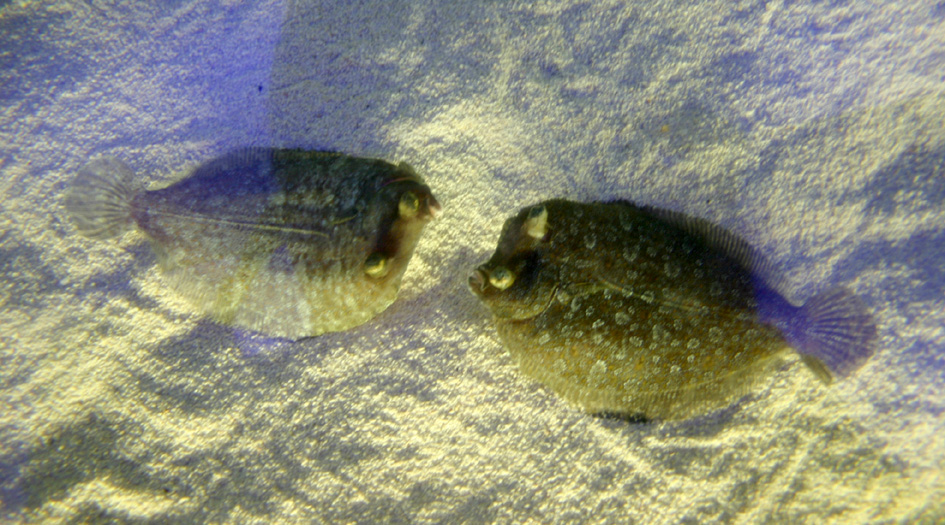
Bothus podas
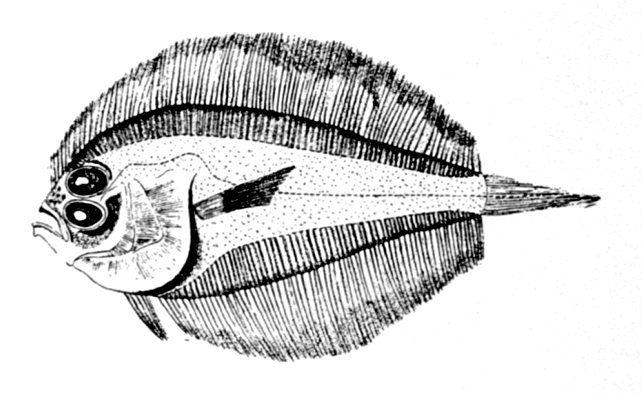
Laeops macrophthalmus
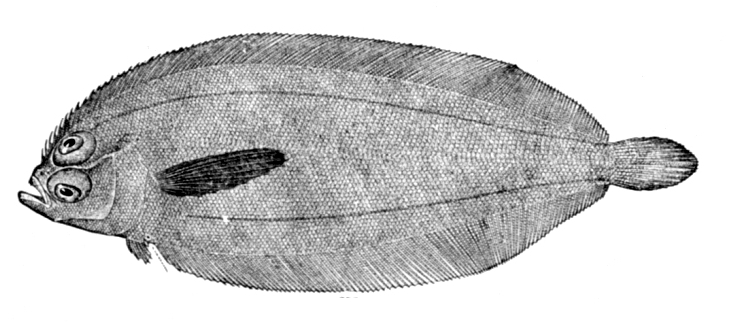
Monolene atrimana
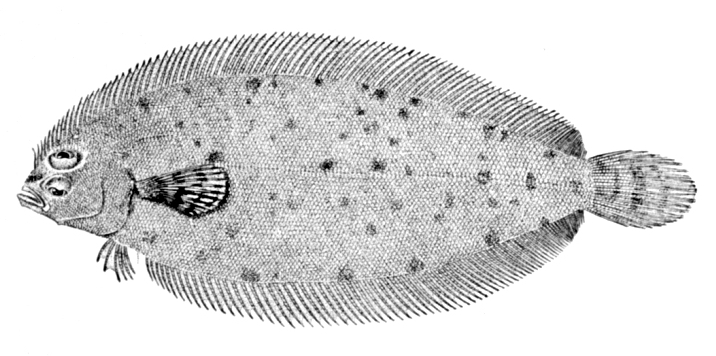
Monolene sessilicauda
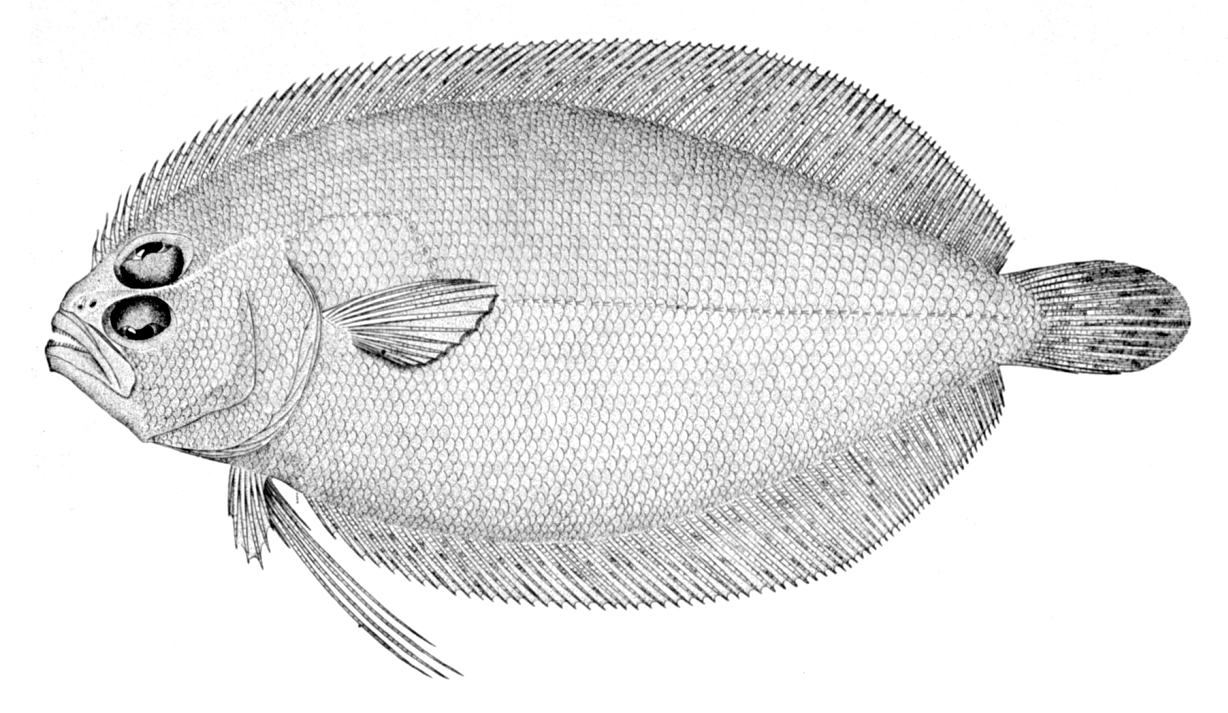
Trichopsetta ventralis